# Anyone’s Daughter
Anyone’s Daughter – niemiecka neo-progresywna rockowa grupa. Założona w końcu lat siedemdziesiątych wyraźnie wzorowała się na grupie Genesis z jej progresywnego okresu oraz na innych niemieckich grupach progresywnych takich jak Eloy i Grobschnitt. Pełne, symfoniczne brzmienie oparte było na delikatnej grze gitary, bogatym instrumentarium elektronicznym i łagodnym śpiewie. Dwa pierwsze albumy grupy zawierają angielskie teksty. Począwszy od bardzo interesującego Piktors Verwandlungen - ilustracja muzyczna do prozy Hermana Hesse - śpiewają już tylko po niemiecku. Grupa rozpadła się w połowie lat osiemdziesiątych.
W grupie Anyone’s Daughter występowali:
- Harald Bareth gitara basowa, śpiew
- Uwe Karpa gitara
- Kono Konopik perkusja
- Peter Schmidt perkusja
- Matthias Ulmer instrumenty klawiszowe, śpiew

Dyskografia grupy Anyone’s Daughter :
1979 Adonis
1980 Anyone’s Daughter
1981 Piktors Verwandlungen
1982 In Blau
1983 Neue Sterne
1984 Live
1986 Last Tracks
2001 Requested Document - Live 1980–1983